# Oxford (Nouvelle-Écosse)
Pour les articles homonymes, voir Oxford (homonymie).
Oxford est une ville canadienne située dans le Comté de Cumberland en Nouvelle-Écosse.

## Démographie
| 2001  | 2006  | 2011  | 2016  |
| ----- | ----- | ----- | ----- |
| 1 332 | 1 178 | 1 151 | 1 190 |